# Predigerwitwenhaus (Neuruppin)

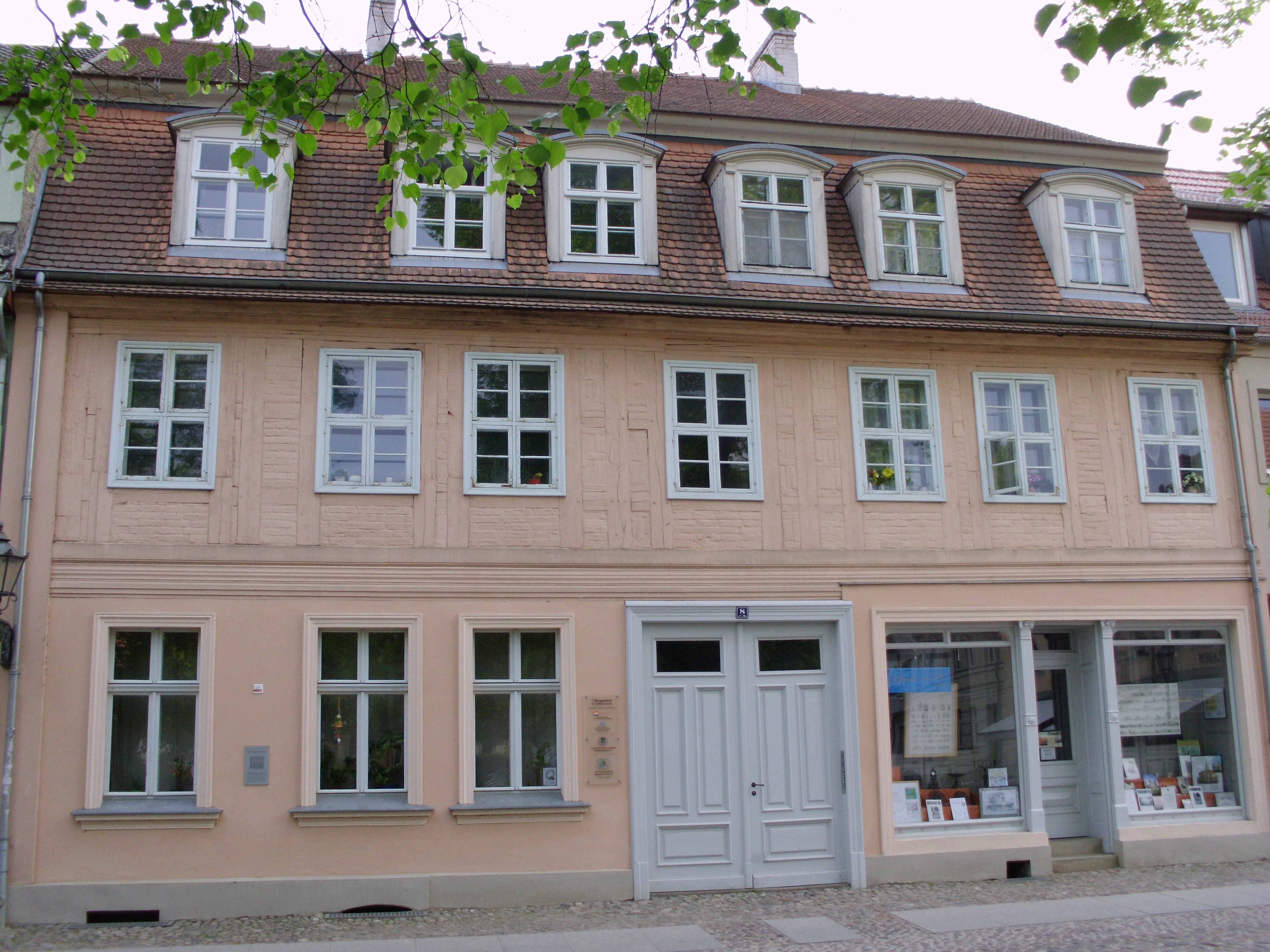
Predigerwitwenhaus (2011)

Das denkmalgeschützte Predigerwitwenhaus von 1735/1736 in Neuruppin steht in der Fischbänkenstraße der Fontanestadt. Es ist eine bedeutende Sehenswürdigkeit am Neuen Markt, der im 15. Jahrhundert als Fischmarkt gegründet worden war. Darauf verweist heute noch der Straßenname. Seine Bekanntheit verdankt es den Umstand als Wohnhaus Karl Friedrich Schinkels und später Emilie Fontanes. Auch Theodor Fontane war hier mehrfach zu Gast, da er – so in der Zeit des Verfassens der Wanderungen durch die Mark Brandenburg – seine Mutter in Neuruppin besuchte. Das Gebäude gehört zur begrenzten Zahl an Bauten, die den großen Stadtbrand von 1787 überlebt haben.

## Geschichte
Initiiert durch den Kircheninspektor Johann Christoph Chemnitz und Diakon Jordan Duve, wurde es nach den Plänen von Stadtphysikus Bernhard Feldmann 1735/1736 errichtet. Die Familien von verstorbenen Geistlichen durften in diesem Haus kostenlos wohnen. Nach dem Tod des Vaters Johann Christoph Schinkel lebte der junge Karl Friedrich mit seiner Familie hier zwischen 1787 und 1794. Später wohnte im Predigerwitwenhaus nach 1849 die Mutter Theodor Fontanes, Emilie Louise mit ihrer Tochter Elise. Theodor Fontane war in Folge wiederholt Gast bei seiner Mutter, so zur Zeit des Verfassens der Wanderungen durch die Mark Brandenburg. 1886 erfolgte der Verkauf des Hauses in bürgerliche Hand und seit 1892 gehörte es zur Seifenfabrik Paul Wache.
Heute sitzen im Gebäude sowohl die Karl-Friedrich-Schinkel-Gesellschaft als auch der Tourismusverband Ruppiner Seenland. Daneben wird das Haus jedoch auch bewohnt.
Im Februar 2000 wurde es durch die Arbeitsgemeinschaft „Städte mit historischen Stadtkernen“ als Denkmal des Monats ausgezeichnet.

## Beschreibung
Beim Predigerwitwenhaus handelt es sich um einen zweigeschossigen verputzten Fachwerkbau mit Mansarddach. Die Verputzung der Fassade stammt aus den Jahren um 1800, womit wahrscheinlich die Gliederung des Obergeschosses samt Fenstern einherging. Circa 1900 wurden im Erdgeschoss Ladeneinbauten eingesetzt, auf der linken Seite 1930 umgebaut. Die Durchfahrt in der Mitte der Fassade wurde vermutlich 1892 konstruiert, um die Seifensiederei im Hof zu versorgen. Dieser Hof ist umschlossen von einem zweigeschossigen Seitenflügel von 1886 sowie anderen Nebengebäuden. Letztere waren ebenfalls für die Seifensiederei errichtet worden.
Im Inneren bestanden auf beiden Stockwerken ursprünglich jeweils vier Wohnungen. Der Ausbau des Daches mit den Dachhäuschen 1892 erweiterte den Wohnraum weiterhin. Zum Gebäude gehört auch eine steile und schmale, mehrläufige Treppe aus dem Jahr 1898. Zeitgleich datieren die Kassettentüren der Wohnungen.
Der Keller aus Feld- und Backstein besitzt ein Tonnengewölbe. Teile des Kellers sind möglicherweise mittelalterlich.

## Karl-Friedrich-Schinkel-Gesellschaft
Die Karl-Friedrich-Schinkel-Gesellschaft wurde im September 1992 gegründet. Der Verein widmet sich dem Leben und Werk Schinkels sowie dessen Popularisierung. Dazu gehört insbesondere „die Dokumentation der Bauwerke Schinkels in ganz Deutschland und dem Ausland zu fördern und deren Erhaltung und Schutz zu unterstützen.“ Im Predigerwitwenhaus besteht eine kleine Schinkel-Bibliothek und ein Archiv.
Die Schinkel-Gesellschaft ist an der jährlichen Schinkel-Ehrung am Schinkel-Denkmal beteiligt und vergibt seit 2006 einen Schinkel-Preis. Daneben vergibt auch die Stadt Neuruppin einen gleichnamigen Preis, weshalb in den entsprechenden Jahren (alle fünf Jahre) nur dieser verliehen wird.